# N,N-dimethyltryptamin
N,N- dimethyltryptamin (DMT eller N,N-DMT) er et kemisk stof, der forekommer i mange planter og dyr, og som både er et derivat og en strukturel analog af tryptamin. DMT er et psykedelisk stof, der historisk er blevet brugt af flere kulturer til rituelle formål. Rick Strassman har kaldt stoffet for "åndemolekylet".
DMT er ulovligt i de fleste lande.
| Kemi | Spire Denne artikel om kemi er en spire som bør udbygges. Du er velkommen til at hjælpe Wikipedia ved at udvide den. |